# Lacustricola maculatus
Lacustricola maculatus är en fiskart som först beskrevs av Klausewitz, 1957.  Lacustricola maculatus ingår i släktet Lacustricola och familjen Poeciliidae. Inga underarter finns listade i Catalogue of Life.